# Ласкович, Василий Петрович
Василий Петрович Ласкович (бел. Васіль Пятровіч Ласковіч; 18 февраля 1914 — 8 марта 2012) — белорусский партийный и общественный деятель, член Коммунистической партии Западной Белоруссии.

## Биография
Родился 18 февраля 1914 года в деревне Франополь (нынешний Брестский район Республики Беларусь) в крестьянской семье. В семье были старшие сёстры Елена и Наталья. Отец умер в 1922 году. Член Коммунистического союза молодёжи Западной Белоруссии с 1929 года, в 1933 году вступил в Коммунистическую партию Западной Белоруссии. Окончил Минскую партийную спецшколу ЦК КПЗБ, был секретарём Новогрудского окружного комитета комсомола: в школе преподавали первый секретарь ЦК КПБ Белоруссии Михаил Гикало, председатель СНК БССР Николай Голодед и участник Гражданской войны Иероним Уборевич. Во время учёбы Василий Ласкович сблизился с революционерками Верой Хоружей и Софьей Панковой.
Неоднократно Ласкович тайно переходил советско-польскую границу и работал под другими фамилиями: действовал под псевдонимами «Старосельчанин» и «Володя», сидел в брестской тюрьме «Бригитки» в 1930 году после неудачной попытки перехода советско-польской границы. В августе 1933 года он стал участником Новосёлковско-Павлопольского вооружённого восстания против польских властей, с ноября 1933 года объявлен в розыск польской полицией за распространение коммунистической литературы. 3 ноября 1934 года арестован с паспортом на имя Муравчука Алексея Петровича польской полицией в Новогрудском воеводстве. На допросах подвергался пыткам. В 1935 году приговорён к 10 годам лишения свободы (2 года за подделку документов и 8 лет за антигосударственную деятельность). Отсидел всего пять лет в пяти тюрьмах, в том числе в виленской тюрьме «Лукишки» с белорусским поэтом Филиппом Пестраком, под руководством которого с мая 1936 года заключённые выпускали тюремную газету «Политзак».
В сентябре 1939 года после вторжения Германии Ласкович выбрался на свободу из Короновской тюрьмы, в которой находился на момент начала войны (недалеко от границы с Восточной Пруссией). 14 сентября прибыл утром в Брест, куда вступили немцы, а 22 сентября туда вступили советские войска. В октябре 1939 года избран депутатом Народного собрания Западной Беларуси и участвовал в его работе в Белостоке; поддержал решение о воссоединении с БССР. Однако в последующие годы многие члены КПЗБ были репрессированы: по мнению Ласковича, их предало высшее советское руководство, которое называло КПЗБ организацией провокаторов, созданной по приказу Юзефа Пилсудского (партию распустили формально ещё в 1938 году по распоряжению Коминтерна). В послевоенные годы Ласкович, беседуя с жителями Западной Белоруссии, выяснил, что около 99% жителей ничего не слышали о революционной борьбе КПЗБ в межвоенные годы.
Ласкович работал в двухгодичной юридической школе на момент начала Великой Отечественной войны, а в начале июня 1941 года подал запрос о вступлении в КПСС. После начала войны ушёл на фронт, однако в июле был снят и отправлен на принудительные работы в трудовые батальоны сначала под Сталинград, а затем в Томск. Письмо его знакомой по подполью Веры Хоружей пришло директору завода, где работал Ласкович: в мае 1942 года секретарь ЦК КПБ П. К. Пономаренко приказал немедленно вернуть Ласковича в Москву к распоряжение ЦК КПБ. После освобождения Ласкович был отправлен в диверсионно-разведывательную школу № 2 при Народном комиссариате обороны.
С 28 августа 1942 года — заместитель начальника особого отдела партизанской бригады «Штурмовая», с августа 1942 года — начальник особого отдела партизанского отряда «Мститель» (партизанская бригада «Народные мстители» имени В. Т. Воронянского). В конце 1942 года возглавил диверсионную группу, выполнявшую задачи по уничтожению железнодорожных путей, эшелонов и их охраны. С ноября 1943 года — сотрудник ГРУ Генерального штаба, действовал в Западной Белоруссии от Бреста до Белостока. Согласно своим воспоминаниям, однажды во время сбора разведданных о силах немцев на Слонимском направлении его группа из шести разведчиков попала под огонь: немцы получили приказ взять разведчиков живыми, а сам Ласкович выпустил весь диск с патронами в направлении врагов и в агонии боя бросил позади себя гранату (в бою погибли радистка и сослуживец). По состоянию на 1944 год имел звание красноармейца.
В послевоенные годы КГБ СССР продолжал слежку за Василием Петровичем, читая его переписку, прослушивая телефонные разговоры и посылая провокаторов. На одной из встреч начальник Брестского КГБ полковник Химченко прямо сказал Ласковичу, что спецслужбы, гоняясь за бывшим подпольщиком КПЗБ, так и не смогли его взять. Окончательная реабилитация Ласковича и других членов КПЗБ состоялась только после войны, 18 февраля 1956 года. Сам он получил высшее юридическое образование, до 1970 года находился на советской и партийной работе, а также в органах юстиции в Бресте. По идее Василия Петровича были названы улицы в Бресте, Каменце и Дрогичине в честь деятелей революционного движения Белоруссии (В. Хоружей, Н. Дворникова, Д. Дубовика, И. Тарасюка и т.д.).
До 1989 года — научный сотрудник мемориального комплекса «Брестская крепость-герой». Состоял в КПСС до 1991 года, однако к концу существования СССР окончательно разочаровался в деятельности партии и вышел из неё, не простив партийным чиновникам дискриминации в отношении участников КПЗБ. Ласкович собрал личный архив, значительную часть которого передал научным утверждениям: личный архив насчитывал около 2 тысяч рукописей. Автор десятка статей и нескольких книг в соавторстве со своей супругой Валентиной Ласкович (Желановой). Член союза писателей Беларуси с 2006 года.
Василий Петрович Ласкович скончался 8 марта 2012 года.

## Награды
- Орден Красного Знамени (1948)[7]
- Орден Отечественной войны I степени[7] (21 ноября 1944)[10] — за образцовое выполнение боевых заданий по разведке в тылу противника и проявленные при этом доблесть и мужество[8]
- Орден Отечественной войны II степени (6 апреля 1985)[11]
- Орден Франциска Скорины (2004)
- Медаль «Партизану Отечественной войны» I степени[7]
- Медаль «За победу над Германией в Великой Отечественной войне 1941-1945 гг.» (9 мая 1945)[10]
- иные медали
- Почётный гражданин города Бреста[12] (1978)
- Лауреат литературной премии имени Владимира Колесникова[бел.] за автобиографическую книгу «Отзвук далёкой грозы» (2008)